# Microregione di Nossa Senhora das Dores
Nossa Senhora das Dores è una microregione dello Stato del Sergipe in Brasile appartenente alla mesoregione dell'Agreste Sergipano.

## Comuni
Comprende 6 comuni:
- Aquidabã
- Cumbe
- Malhada dos Bois
- Muribeca
- Nossa Senhora das Dores
- São Miguel do Aleixo